# Asesinato de Li Sin-heng
El 16 de septiembre de 2017, alrededor de las 4 p. m. hora de Hong Kong, Annie Li Sin-heng (en chino, 李倩姮; 29 de julio de 1997), estudiante de la Universidad Politécnica de Hong Kong (PolyU), fue asesinada por Ng Yan-kin (en chino, 吳欣鍵; nacido en 1995) a bordo de un autobús de la ruta 118 de Cross-Harbour operado por Citybus. Ng apuñaló a Li con un cuchillo afilado 33 veces en el piso superior mientras el autobús viajaba por la carretera Chai Wan, luego se apuñaló a sí mismo, abrió una ventana con un martillo de emergencia y saltó al suelo.
Después de que llegaron la policía y los paramédicos, encontraron a Ng tirado en la acera y fue enviado al hospital en estado crítico. Otra ambulancia llegó más tarde y envió a Li, que no respiraba, al hospital donde murió a causa de sus heridas. La policía investigó el caso como un asesinato causado por una disputa amorosa y arrestó a Ng poco después del incidente. Ng finalmente fue declarado culpable de homicidio doloso el 8 de diciembre de 2020 y condenado a cadena perpetua el 29 de abril de 2021.

## Antecedentes
Ng Yan-kin, que tenía 22 años en el momento del asesinato, vivía en Sau Mau Ping en el distrito de Kwun Tong y acababa de graduarse de la Universidad Politécnica de Hong Kong (PolyU) con un título en ingeniería civil. Según el padre de Ng, Ng había comenzado a trabajar como ingeniero en julio de 2017 en Ho Man Tin.
Annie Li Sin-heng, que tenía 20 años en ese momento, vivía en Siu Sai Wan en el Distrito Este. Ella estaba estudiando en PolyU como estudiante de tercer año en guardería.
Li y Ng habían estado saliendo durante aproximadamente un año. Ng describió a Li como independiente pero cariñosa, y dijo que conocerla era «como ganar el Mark Six» (una lotería de Hong Kong). Sin embargo, Li consideraba a Ng como un novio posesivo que se ponía celoso de ella cuando se relacionaba con otros hombres. En las primeras horas del día del asesinato, Li y Ng estaban discutiendo sobre varios temas, incluida la destrucción de varios videos íntimos, y Li le había dicho a Ng que iba a romper con él. Los padres de Li y Ng sabían muy poco sobre su relación y los padres de Ng no conocían a Li.

## Incidente

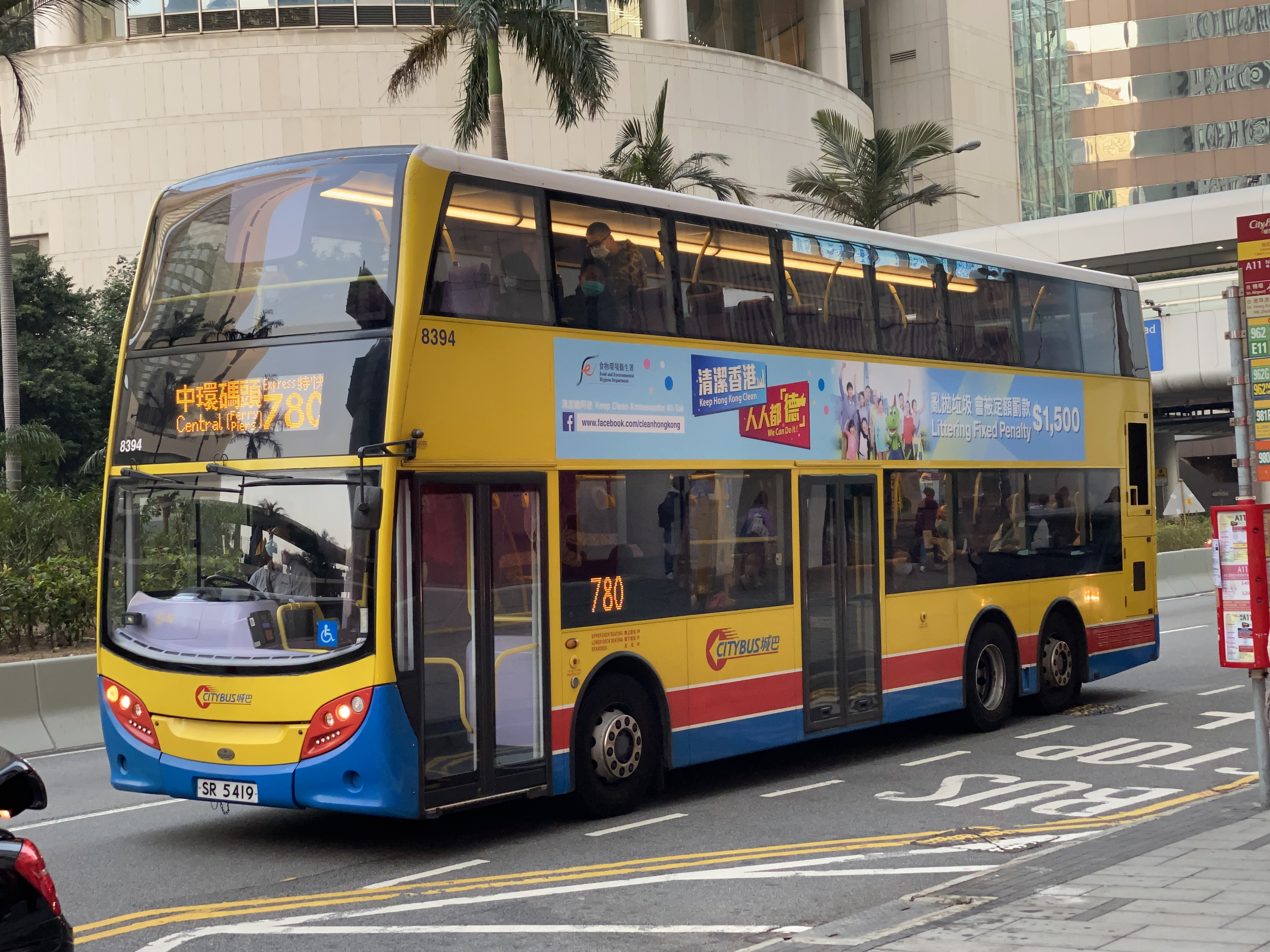
8394/SR5419, visto aquí en 2021, era el autobús de dos pisos Enviro500 MMC en el que tuvo lugar el asesinato.

Ng y Li abordaron un Alexander Dennis Enviro500 MMC (número de flota 8394, matrícula SR5419) en la ruta 118 en la terminal de transporte público de Siu Sai Wan (Island Resort) y fueron directamente a los asientos traseros del piso superior. Según un pasajero sentado en la parte delantera del piso superior, se escucharon susurros provenientes de la parte trasera. Unos minutos más tarde, después de que el autobús partiera de la parada de Fu Shing Court a lo largo de la carretera Chai Wan, el mismo pasajero escuchó sonidos de vómitos, se dio la vuelta y vio a Li tosiendo sangre, con otro pasajero gritándole al conductor del autobús que alguien había sido apuñalado. Ng, que sostenía el cuchillo, se apuñaló en el pecho y el abdomen y advirtió a los demás pasajeros que no se acercaran a él. Casi al mismo tiempo, un transeúnte escuchó un fuerte ruido y vio a Ng romper una ventana con un martillo de emergencia y saltar al suelo antes de perder el conocimiento, mientras los pasajeros salían corriendo del autobús presas del pánico.
Li fue encontrada en la cubierta superior con 33 puñaladas en los brazos, el cuello, el pecho y la espalda, con una gran pérdida de sangre en el pecho y el cuello. La llevaron al Hospital Pamela Youde Nethersole Oriental y los paramédicos le realizaron RCP durante todo el viaje. Murió a causa de sus heridas después de llegar al Hospital Oriental. Ng, que yacía inconsciente en la acera, también resultó gravemente herido por su caída desde el piso superior y también fue enviado al Hospital Oriental. Después de una operación exitosa, Ng fue trasladado a la unidad de cuidados intensivos para observación.
La policía llegó al lugar, algunos con escudos, y cerró el tramo de Chai Wan Road donde tuvo lugar el incidente. Los detectives que entraron al autobús encontraron un objeto 11 pulgadas (27,9 cm) de largo en un asiento cerca de la ventana rota. También se encontraron manchas de sangre cerca, algo de ropa y una bolsa de papel recuperadas del lugar, así como un reloj ensangrentado en la acera.

## Secuelas
Citybus expresó sus condolencias por el incidente y afirmó que cooperarían con las investigaciones. El autobús involucrado fue devuelto a la estación y representantes de la compañía ayudaron a la policía a revisar las imágenes del circuito cerrado de televisión. Una vez completada la investigación, se limpió el autobús, se reemplazaron las ventanas y se volvió a poner en servicio 8 días después del incidente.
El 10 de agosto de 2023, casi seis años después del accidente, el mismo autobús estuvo involucrado en otro accidente también en la ruta 118 cuando chocó contra un camión en la calle Tonkín en Cheung Sha Wan. El conductor del camión quedó atrapado y tuvo que ser rescatado por los bomberos.

## Procedimientos legales
Ng fue arrestado bajo sospecha de asesinato unas horas después del accidente. Se programó una audiencia para el 18 de septiembre en el Tribunal de Primera Instancia del Este, pero como el estado de Ng empeoró y tuvo que permanecer en el hospital, la audiencia se retrasó varias veces. La audiencia se celebró por primera vez el 18 de octubre de 2017 y Ng compareció ante el tribunal en silla de ruedas. La audiencia terminó con otra programada para el 13 de diciembre mientras se esperan los resultados de la autopsia de Li, los informes toxicológicos y los informes médicos de Ng. Después de esa audiencia, se llevaron a cabo varias más los días 7 de febrero y 21 de marzo de 2018. La policía mantuvo detenido a Ng durante este proceso.
El caso llegó a los tribunales el 20 de octubre de 2020 y Ng se declaró culpable del cargo de homicidio involuntario pero no culpable del asesinato, alegando inestabilidad mental. La fiscalía rechazó tales afirmaciones y descubrió que el acusado había comprado un cuchillo en una tienda de Island Resort antes de subir al autobús, lo que indicaba que había planeado matar o causar daños corporales importantes a Li de antemano.
El juicio concluyó el 8 de diciembre de 2020 y el jurado declaró a Ng culpable de un cargo de asesinato. La jueza Audrey Campbell-Moffat indicó que, si bien la única sentencia posible por asesinato en Hong Kong era cadena perpetua, el caso aún se aplazaría hasta el 14 de enero de 2021 para darle al acusado algo de tiempo para defender su caso. El 29 de abril de 2021, Ng fue condenado a cadena perpetua por asesinato.